# Ophiambix devaneyi
Ophiambix devaneyi is een slangster uit de familie Ophiuridae.
De wetenschappelijke naam van de soort werd in 1985 gepubliceerd door G.L.J. Paterson.